# Glossario del wrestling
Il glossario del wrestling è una lista di termini adoperati nel mondo del wrestling, disciplina che possiede uno slang estremamente articolato.
Gran parte dei termini che ne fanno parte deriva dal gergo degli addetti ai lavori delle antiche fiere itineranti (in inglese: carnival), i luoghi in cui nacque la lotta tra i professionisti; questo gergo è infatti conosciuto anche come carny talk, che in passato i lottatori usavano tra di loro e in presenza dei tifosi, in modo da non lasciar trasparire la sua natura predeterminata.

## A
Un evento di wrestling nel quale combattono i lottatori più importanti e di maggior livello.
Un gruppo di lottatori tra i più importanti di una federazione, che combatte in un dato evento.
Terminare una faida, un angle o una gimmick senza addurre spiegazioni oppure a causa dello scarso interesse del pubblico. A causa della sua etimologia è diventato un termine di scarso impiego: al giorno d'oggi si preferisce ricorrere a scrapped.
Segmento di storyline studiato a tavolino. Un angle può consistere in un incontro o in una scena eseguiti durante uno spettacolo, in modo da portare avanti una storyline.
Parte esterna del ring, cioè la zona oltre le corde.
Una rivista sul wrestling vecchio stile, che segue la kayfabe ed è costituita a partire da articoli e interviste preparate a tavolino. L'etimologia del termine è riconducibile a Bill Apter (un giornalista appassionato di wrestling); con tale espressione s'indicano principalmente le riviste da lui dirette, come «Pro Wrestling Illustrated» o altri tipi di periodici dello stesso settore.
Un lottatore con un braccio insanguinato, risultato di un blading.
 o Un tour nel corso del quale un lottatore lotta nelle principali città in cui una federazione opera.
Un periodo di tempo tra il 1997 e il 2002 durante il quale le produzioni della World Wrestling Federation passarono dall'essere rivolte da un pubblico familiare a un pubblico più adulto e le azioni si fecero più crude e le situazioni vietate ai minori (per il loro grado di violenza o per la natura spiccatamente sessuale) aumentarono notevolmente.

## B
Gruppo di lottatori che lottano in un B-Show. Spesso, il B-Team partecipa a show che si tengono in una sede differente da quella in cui lottano i lottatori dell'A-Team nella stessa serata.
Un evento di wrestling nel quale combattono i lottatori ritenuti meno importanti o di scarso livello.
vedi face.
Il dietro le quinte dello show.
È l'atto di creare show di wrestling da parte di persone che solitamente non hanno alcun bagaglio tecnico e atletico. Il termine può essere altresì utilizzato per indicare le federazioni che hanno pochissima o nessuna notorietà.
Espressione utilizzata per indicare l'atto di colpire un wrestler da parte di un gruppo di wrestler.
Match sostanzialmente identico al No Holds Barred. Si possono usare quindi tutti gli oggetti contundenti che si trovano sotto o a bordo ring e non esistono count-out e squalifiche.
Wrestler di altezza e peso notevoli.
È riferito alla serata di sabato 14 luglio 1984 quando la World Wrestling Federation occupò lo slot televisivo precedentemente utilizzato dalla Georgia Championship Wrestling per trasmettere il suo show.
Oggetto affilato utilizzato per il blading. Solitamente coperto da nastro adesivo e nascosto sotto un polsino o nei pantaloni.
 o 
È l'atto di procurare dei tagli a sé stesso, oppure a un avversario, al fine di sanguinare.
riferito a un arbitro quando durante un match si ritrova con le spalle rivolte all'azione sul ring in modo da permettere ai wrestler di barare.
è un tag effettuato da un lottatore senza che il compagno di tag team se ne accorga. Spesso accade quando un lottatore viene spinto dall'avversario contro le corde o all'angolo del ring e inavvertitamente tocca il proprio compagno.
match finale di una faida o ultimo match nella federazione per un lottatore.
riferito a un lottatore completamente esausto e privo di energia.
match con poco pubblico.
riferito alla natura predeterminata del wrestling. Quando qualcosa è booked vuol dire che è stata decisa a tavolino dai booker.
la persona incaricata di creare i match e gli angle e quindi di decidere chi vince i match, le cinture e le faide.
il lavoro del booker. È altresì utilizzato per indicare un match previsto o l'apparizione a uno spettacolo da parte di un wrestler.
 o , , Una mossa che non va come pianificato, eseguita fuori tempo o tale da sembrare innocua.
termine arcaico per indicare le wrestler di sesso femminile. In WWE venivano definite con il termine Diva (fino al 2016) mentre la Impact Wrestling/Impact Wrestling utilizza il termine Knockout.
Un termine in disuso per indicare il promoter degli eventi di wrestling.
Avviene quando un lottatore subisce un duro colpo impattando contro il ring, oppure sulle superfici esterne.
Un ring con maggiore supporto elastico sotto il tappeto in modo da essere più comodo per chi subisce i bump.
Termine che fa riferimento all'azione di abbassare il livello di popolarità di un wrestler agli occhi del pubblico e può essere inteso come l'azione del promoter o del booker che ha lo scopo di portare un wrestler a diminuire la sua popolarità perdendo velocemente i match (squash) o facendolo partecipare a storyline poco interessanti e/o degradanti. Può essere la causa scatenante di litigi e discussioni reali con i booker o la dirigenza e avere altre ripercussioni di varia natura sulla carriera del wrestler nel breve e nel lungo periodo. Ad esempio può il wrestler essere costretto a interpretare una gimmick impopolare o non funzionante perdendo credibilità.
vedi blading.
termine utilizzato nei tornei che indica quei casi in cui un lottatore viene automaticamente ammesso al secondo turno senza scendere combattere.

## C
o È l'azione che effettua un wrestler quando, senza farsi notare dal pubblico nel corso del match, ricorda all'avversario come proseguire l'incontro.
tifo di approvazione (cheer) o tifo di disapprovazione (boo) aggiunto ad arte dalla federazione attraverso il sistema audio durante uno show in diretta o aggiunto in seguito in post-produzione.
È l'elenco dei match che verranno disputati in uno spettacolo. L'ordine dei match della card è solitamente legato all'importanza della faida. I match più importanti sono definiti "top of the card" o "headliners" e vengono posti solitamente al termine della card, mentre i match tra lottatori meno noti o meno importanti costituiscono la cosiddetta undercard. Nella lucha libre, i match che compongono la card sono in genere cinque: il primo è detto "Primera Lucha", il secondo "Segunda Lucha", il terzo "Combate Especial" o "Lucha Especial", il quarto o comunque il penultimo match della card è detto "Lucha Semifinal" e il match principale (noto nel mondo del wrestling come main event) è chiamato "Lucha Estelar" o "Lucha Estrella".
 o linguaggio che i wrestler e gli addetti ai lavori usano tra di loro quando discutono di wrestling e hanno a che fare con persone non coinvolte nel business. Prima dell'avvento di internet e dell'Attitude Era (il periodo nel quale la terminologia carny diventò nota a tutti gli appassionati), chi usava il carny aveva la certezza di potere parlare senza essere compreso dalle persone esterne al mondo del wrestling.
È l'atto che compie un wrestler quando porta avanti da solo gran parte del match per renderlo più apprezzabile.
Una semplice frase o motto ripetuto diverse volte da un wrestler, spesso durante i promo e che diventa una sorta di segno di riconoscimento e una sua caratteristica.
incontro perso.
Nella storyline è il riconoscimento assegnato al lottatore vincitore della divisione. Tale premio assume la forma di una cintura (detta "Championship belt") e chiamata anche Titolo (title) o con il diminutivo di Strap (Cinghia). I titoli sono vinti e le cinture detenute dai wrestler che i booker ritengono possano generare o aumentare l'interesse dei fan in termini di presenze agli eventi, indici di ascolto televisivi o vendita di merchandising.
il proprietario della federazione.
Avviene quando un wrestler (spesso un heel) spinge gli spettatori, insultandoli, a esprimere un forte tifo negativo (heat) nei suoi confronti. Spesso il wrestler usa nel proprio discorso parole di disprezzo o disgusto verso la città o la più famosa squadra locale, oppure fa riferimento a un fatto di cronaca negativo accaduto nella città.
quando un wrestler (spesso un face) spinge gli spettatori a esprimere un forte tifo positivo (pop) nei suoi confronti. Per fare in modo che ciò accada, il wrestler può ad esempio limitarsi a nominare il nome della città in cui si trova o a fare i complimenti per i risultati raggiunti dalle locali compagini sportive.
Un colpo utilizzato per ottenere un vantaggio rispetto all'avversario; esempi di cheap shot sono il colpo basso (low blow) oppure il ricorso a un foreign object (oggetto utilizzato come arma).
Tra due wrestler c'è chemistry (chimica) quando questi lavorano bene insieme, anche e soprattutto quando lottano l'uno contro l'altro. Chemistry è inteso come l'amalgamarsi di due cose diverse e che dà un effetto positivo.
È la rappresentazione fisica del titolo, ovvero una cintura che rappresenta il suddetto.
Termine utilizzato per indicare le tante federazioni di wrestling di piccole o medie dimensioni e, più in generale, quelle che hanno una copertura televisiva molto minore (oppure ne sono prive) rispetto alle cosiddette major.
Un match che termina con una vittoria regolare, senza ricorso a scorrettezze o interferenze da parte di terzi.
Un campione, solitamente un heel, che evita ad arte incontri contro lottatori più forti o grandi di lui e che usa scorrettezze per vincere o che si fa squalificare volontariamente (spesso i titoli non passano di mano in caso di sconfitta del campione per squalifica).
Incontro televisivo che vede affrontarsi due wrestler non coinvolti in alcuna storyline e senza particolari stipulazioni.
Sangue.
Un membro del team dei commentatori che assiste il play-by-play analyst riempiendo i momenti di silenzio di quest'ultimo. Il color commentator ha il compito di fare battute, puntualizzare concetti o spiegare le storyline nei momenti in cui l'azione sul ring è nulla o quasi. In molti casi i color commentator sono ex wrestler.
/ Low Blow
Un colpo assestato all'altezza dell'inguine, considerato non legale e, quindi, motivo di squalifica.
Colui che in storyline gestisce lo show. Può essere assistito (o sostituito) dalla figura del General Manager.
Viso ricoperto di sangue.
Termine utilizzato per identificare la categoria dei pesi massimi leggeri (altri sinonimi sono junior-heavyweight, light-heavyweight o lightweight) e in cui i lottatori devono avere un peso inferiore alle 220 libbre (100 kg) e che generalmente utilizzano manovre che richiedono molta agilità. La categoria opposta è quella degli heavyweight.
Noto anche come MSG Incident.
Avviene quando un lottatore non rientra nel ring entro il conto di 10 dell'arbitro e il match termina.

## D
Un incontro destinato a non essere trasmesso in televisione. Un dark match può aver luogo prima dell'inizio oppure al termine dello show televisivo. Il primo caso viene spesso utilizzato come prova generale verso i lottatori neo assunti dalla federazione, mentre il secondo, nella maggior parte dei casi, si svolge con lottatori importanti e viene realizzato con lo scopo di offrire di più agli spettatori presenti nell'arena. A volte un dark match viene usato anche per provare un turn.
Espressione che definisce un wrestler che non collabora appieno nella realizzazione della mossa. Può essere intenzionale per far apparire l'avversario più debole o essere involontario ma anche avere lo scopo di fare uno scherzo pesante (rib).
Sinonimo di championship.
Versione estrema dell'hardcore wrestling, nel quale si fa maggior ricorso a foreign object (oggetti esterni) e il blading è molto comune.
Termine usato dalla WWE fino al 2016 per indicare le atlete di sesso femminile che prendono parte agli show. Il termine corrispondente della TNA/Impact Wrestling è Knockout.
quando due wrestler lavorano insieme alla realizzazione di un match o di un angle, oppure espressione utilizzata quando un wrestler esegue un job anche nel caso in cui ciò non gli procuri alcun beneficio.
Vale la stessa cosa di countout ma avviene quando entrambi i lottatori non rientrano nel ring entro il conto di 10 dell'arbitro.
Un evento che porta due lottatori impegnati in un match o in un angle per effettuare un turn ribaltando quindi i ruoli.
essere capaci di catturare l'attenzione degli spettatori.
avere un ruolo riconosciuto dell'attrazione dei fan.
quando il detentore di un titolo acconsente a perdere la cintura in favore di un avversario.
Un match noioso o non interessante.
finale di un match poco chiaro, nel quale entrambi i contendenti possono essere dichiarati vincitori. Il "Dusty" è riferito a Dusty Rhodes, il quale da booker era solito studiare finali simili nella National Wrestling Alliance e nella World Championship Wrestling. Il suo contrario è clean finish.
vedi squalifica.

## E
abbreviazione di E-Federation, gioco di ruolo online basato sul wrestling ideato presumibilmente nella seconda metà degli anni novanta nei paesi anglofoni e arrivato in Italia a cavallo dei due millenni. In Italia ci sono molteplici federazioni "promo", "quiz" o simulate
Un wrestler che accompagna un lottatore in un match, agendo come una sorta di guardia del corpo. Il termine fu coniato da Arn Anderson, il cui soprannome era proprio "The Enforcer".
vedi Attitude Era.
Uno stile di wrestling basato principalmente sull'Hardcore wrestling, farcito di highspot e attacchi con foreign object (oggetti usati come armi).
Espressione utilizzata per qualche tempo dalla WWE per indicare i lottatori del roster della ECW.

## F
abbreviazione di babyface, il lottatore che interpreta la parte del buono.
Termine desueto che indica una stable.
La fine del match. Può essere determinata da un three-count (il conteggio fino a tre dell'arbitro), da una manovra di sottomissione oppure da una squalifica. In match come il Two out of three falls un lottatore ottiene la vittoria dopo aver schienato o forzato l'avversario a cedere in due occasioni distinte.
Avviene quando un lottatore face riesce a esercitare una breve e fruttuosa offensiva nel corso di un match prima di subire la replica del lottatore heel.
è un'organizzazione che realizza eventi di wrestling.
il ruolo interpretato dal lottatore heel durante il false comeback del face e dove il primo si dirige più volte verso il face solo per essere colpito.
una battaglia tra due o più wrestler o tra stable durante la quale vengono realizzati diversi match, promo e angle. Una faida può durare per diversi mesi, divenire il motivo di sfide o coinvolgere ulteriori wrestler.
il finale prestabilito del match.
 o 

è la mossa caratteristica di un lottatore (anche detta trademark move o signature move), che viene effettuata immediatamente prima del finale del match.
Una mossa resa celebre da Ric Flair che porta il lottatore avversario a finire a testa in giù una volta colpito l'angolo del ring per poi terminare in piedi oltre le corde, a bordo ring.
Un bump nel quale un lottatore cade sulla propria schiena, colpendo il terreno con la maggiore superficie possibile.
Un oggetto che non può essere utilizzato nel corso del match, come una sedia, un tirapugni, una mazza, ecc. Un sinonimo è international object.
Una regola mai scritta che permette a due membri facenti parte di una stable di difendere un titolo vinto in precedenza da altri due membri della stessa fazione. Il nome deriva dal tag team dei Fabulous Freebirds che misero in pratica questa regola nella Georgia Championship Wrestling.

## G
aggettivo giapponese utilizzato nel mondo del puroresu per indicare un lottatore straniero.
wrestling in stile hardcore match nel quale i contendenti utilizzano quasi esclusivamente foreign objects o spot estremi; si tratta quindi di una tipologia di match che non ha quasi nulla a che vedere con la tradizionale concezione di incontro. Il termine è stato coniato da Giant Baba della All Japan Pro Wrestling per indicare i match della Frontier Martial-Arts Wrestling di Atsushi Onita.
È l'incasso generato da uno show e si cui spesso ne fa parte anche il merchandising.
sinonimo di blading.
Una personalità che, secondo la kayfabe, dirige un roster o una federazione.
Una strategia studiata dai booker per rendere più popolare un wrestler o un gruppo di wrestler.
sinonimo di blade.
ferita conseguenza di un blading.
È l'insieme delle caratteristiche che costituiscono il personaggio interpretato dal wrestler. Un lottatore può interpretare diverse gimmick nel corso della carriera, spesso l'una correlata con l'altra.
Un oggetto modificato in modo che si rompa facilmente.
 o Sinonimo di gimmick, non più in uso.
Una frase detta da un commentatore a un wrestler o all'arbitro per indicare che il lottatore deve porre fine entro breve tempo al match.
Colpire qualcuno.
Un pareggio dettato dal raggiungimento del tempo limite (quando previsto).
Espressione che indica il passaggio da una federazione importante a una del circuito indipendente da parte di un lottatore.
Un wrestler con i quali i colleghi amano lavorare poiché durante il match è sempre concentrato e attento nell'eseguire e subire i colpi.
la zona del backstage dove i wrestler sono soliti aspettare prima di compiere l'ingresso verso il ring. Questa espressione prende nome da Gorilla Monsoon, che stabilì l'importanza di questa posizione.
o anche Green Boy è riferito a un wrestler agli inizi della propria carriera e quindi maggiormente incline agli errori dovuti all'inesperienza.
è un personaggio al di fuori del roster o del wrestling in generale, che assume temporaneamente il ruolo del general manager dello spettacolo a cui è stato invitato a partecipare.
Un taglio da cui sgorga molto sangue, causato solitamente da un errore durante il blading.

## H
Riferito a un lottatore con la testa incastrata tra la seconda e la terza corda, tra loro intrecciate.
tipologia di wrestling centralizzata sull'uso di foreign objects (oggetti esterni) come sedie, catene, palle di fuoco, scale di ferro e bastoni. Lo stile hardcore prevede inoltre un uso maggiore di pugni e calci a discapito delle classiche manovre tecniche.
Un match che termina per decisione dell'arbitro quando un lottatore viene ritenuto incapace di continuare a combattere.
Danno in seguito a una mossa subita maggiore rispetto a quanto dovrebbe.
sanguinamento dovuto a ferita non auto inflitta.
il booker principale di una federazione.
conseguenza di un botch che causa l'impatto a terra della testa del lottatore che la subisce. Nel puroresu invece, il termine può essere riferito a un bump che si vuole far credere sia la conseguenza di un errore ma che in realtà non lo è e in questo caso l'impatto non avviene con la sola testa ma anche con le spalle o la parte alta della schiena.
Un wrestler che riceve una reazione negativa da parte della folla.
termine utilizzato per identificare la categoria dei pesi massimi e in cui i lottatori devono avere un peso superiore alle 220 libbre (circa 100 kg) e che generalmente utilizzano mosse che si basano sulla forza fisica.
Un personaggio che interpreta il cattivo, che va contro le regole o che agisce in maniera malvagia.
lottatore che basa il suo stile quasi esclusivamente su highspot o comunque su manovre estremamente veloci. Di solito sono strettamente collegati ai pesi leggeri e si ispirano ad alcune spettacolari arti marziali come il Kung Fu, il karate e il Vovinam.
Descrizione di manovre altamente spettacolari ispirate alle arti marziali quali Karate Kung fu Vovinam
Una mossa eseguita con un salto dalla terza corda oppure una serie di manovre estremamente pericolose.
La maschera eventualmente indossata da un lottatore.
Un lottatore estremamente abile nelle prese di lotta e conoscitore di diversi sistemi di sottomissione estremamente pericolose e note come hooks da cui deriva il nome. Agli inizi del Novecento fu un termine molto diffuso tra i lottatori delle fiere ma col tempo è andato in disuso.
Avviene quando un face che sta subendo l'azione di un heel riesce a riprendere in mano la situazione per pochi secondi, per poi tornare a essere nuovamente sotto il controllo dell'avversario.
Avviene quando un promoter o un booker fa terminare una faida o lottare un match molto importante durante uno show televisivo anziché in un pay-per-view. Utilizzato anche per indicare gli angle o i turn realizzati con il solo scopo di colpire o stupire gli spettatori anziché per necessità di storyline.
avvenimento nel corso di un tag team match che si realizza quando un lottatore face ottiene il cambio (tag) da parte del suo partner dopo avere subito l'azione continua dell'avversario senza possibilità di reazione.
Uno spettacolo non trasmesso su reti televisive.
Un lottatore che sviluppa un "comeback" e non sembra più subire l'effetto delle mosse dell'avversario. Tale espressione prende il nome da Hulk Hogan, il quale ha fatto dell'hulking up il climax dei propri match.

## I
abbreviazione per "independent federation" in riferimento a una federazione indipendente.
Espressione molto utilizzata negli anni ottanta, equivalente di foreign object. Il suo utilizzo fu promosso da Ted Turner, il quale vietò all'interno delle proprie reti televisive l'utilizzo della parola foreign per utilizzare invece l'aggettivo international. Gli annunciatori di wrestling del network TBS sono soliti utilizzare tuttora, scherzando, l'espressione in questione.

## J
Una sconfitta avvenuta in pochi minuti per rendere get over un altro lottatore.
Un lottatore la cui funzione primaria nei vari show è quella di perdere spesso. Un jobber occupa l'ultimo posto nella scala di importanza di una federazione.
Un lottatore di fascia media e abbastanza conosciuto e che in genere vince contro lottatori meno conosciuti ma che viene comunque utilizzato come jobber contro quelli più noti e di fascia più alta.
sanguinamento.

## K
termine utilizzato per indicare la condizione di sospensione dell'incredulità nel mondo del wrestling. È utilizzato anche durante le discussioni tra i wrestler e quando c'è la possibilità che persone estranee si avvicinino.
termine utilizzato nella TNA/Impact Wrestling per indicare le lottatrici le manager e le vallette. Il termine corrispondente nella WWE è stato fino al 2016 Diva.

## L
Un wrestler poco cooperativo sul ring o l'atto di non essere cooperativo sul ring.
 o Qualunque cosa che sia reale. Un evento legit, quindi, è qualcosa accaduto realmente e una lotta legit tra due wrestler è uno scontro reale e non studiato a tavolino.
Un conflitto reale tra lottatori.
Un wrestler si comporta light quando agli occhi del pubblico non sembra subire i colpi come dovrebbe.
Uno show svolto dal vivo e non trasmesso in televisione. Sono noti principalmente come "house show".
È l'inizio di un match.
applicare prese di sottomissione o stringere il corpo dell'avversario con meno forza del normale.
corrisponde ai match di scarsa importanza e in genere posti all'inizio della card.
particolari tipologie di match utilizzate quasi esclusivamente nel mondo della lucha libre. La lucha de apuestas prevede che lo sconfitto debba subire una particolare punizione per mano del vincitore e solitamente il perdente è costretto a privarsi per sempre della maschera (tipica caratteristica dei luchador) o a subire il taglio dei capelli.
 o 
Espressione in lingua spagnola usata per descrivere il wrestling in Messico o il modo di realizzare i match tipico del wrestling messicano (con molti high flyer).
Un wrestler messicano o un lottatore che combatte match di lucha libre.

## M
È l'incontro principale in una card, al quale prendono parte i main eventer.
Un wrestler considerato dalla dirigenza come uno dei principali performer della federazione e per questo protagonista dei match principali.
personaggio che accompagna un wrestler sul ring e lo assiste nelle interviste e nello svolgimento delle storyline.
periodo tra il 1984 e il 1993 durante il quale Vince McMahon trasformò la World Wrestling Federation da compagnia locale a potenza mondiale. Il termine "Mania" è legato all'Hulkamania e fenomeno dominante a quei tempi. Altre espressioni utilizzate per indicare la Mania Era sono Showtime Era, Superstars Era, Hulkamania Era o Federation Era.
Uno spettatore che ritiene reale ciò che ha a che fare con il wrestling, ignorando volontariamente la kayfabe. Il termine può altresì essere utilizzato per indicare un grande appassionato di un wrestler, di una federazione o di uno stile in un modo considerato eccessivo da alcuni.
Un momento nel quale si seguono le azioni sul ring e nel backstage alla maniera di un mark e che vengono prese per quello che sono e senza pensare alla natura work del wrestling.
Una lunga faida tra due wrestler, team o personaggi.
È un termine di utilizzo comune che significa "incontro".
Corrisponde ai match di importanza media e in genere posti a metà della card.
Un wrestler che combatte match di importanza media e in genere posti a metà della card.
wrestler affetti da nanismo.
Schermo secondario più piccolo del titantron.
Mossa mancata per un errore di uno o entrambi i lottatori.
Persona che investe soldi in una federazione o per aprirne una in modo da entrare a contatto con i wrestler.
Un match non valido per un titolo ma molto pubblicizzato e posto sul finire (se non alla fine) della card in modo tale da essere considerato la ragione principale per la quale il pubblico si interessi all'evento.
Un personaggio face che non perde facilmente o alcuni casi non perde mai. Questo tipo di wrestler è molto raro e in genere è un personaggio che effettua quasi subito un turn.
Un personaggio che interpreta il cattivo ma strutturato in maniera tale da sembrare inarrestabile e utilizzato solitamente per dar vita a faide contro i face principali della federazione. Si utilizza in particolar modo per indicare quei cattivi fisicamente fuori dalla norma e spesso grotteschi o semplicemente spaventosi.
Traducibile con portavoce, è il manager che risponde alle interviste al posto del suo protetto, il quale spesso non possiede le capacità necessarie per farlo da solo.
abbreviazione di "Madison Square Garden Incident" e definizione riferita a ciò che accadde al cosiddetto incidente accaduto al Madison Square Garden nel 1996, quando i quattro lottatori della World Wrestling Federation e noti come la Kliq (Shawn Michaels, Diesel, Razor Ramon e Triple H) giunti al termine di un match ruppero la kayfabe uscendo dai propri personaggi davanti al pubblico per poi abbracciarsi al centro del ring e salutando assieme la folla.

## N
Evento che si verifica quando un lottatore riesce a tenere il proprio avversario con le spalle al tappeto fino al conto di due ma questi si libera prima del definitivo conto di tre dell'arbitro.
quando un incontro finisce senza avere un vincitore.
Inizialmente, questa espressione indicava un match che non poteva terminare per squalifica o per conteggio fuori dal ring. Col passare del tempo è stata aggiunta un'ulteriore regola che permette il ricorso a foreign object (oggetti usati come armi) e a interferenze esterne.
Mancanza dell'opportuna reazione da parte di un lottatore che subisce un'offensiva o una mossa da parte dello sfidante.
Wrestler che non si presenta allo show.
È detto colui che, vantando un diritto di precedenza su tutti gli altri wrestler, ha facoltà di sfidare per primo il detentore di un titolo.

## O
quando un lottatore indica all'avversario di rovesciare una presa di sottomissione.
Indica uno degli alti responsabili della federazione, che per certi versi ricopre un ruolo simile a quello del General Manager.
tipologia classica di match che prevede la fine non appena si verifica uno schienamento, una sottomissione, un conteggio fuori dal ring o una squalifica. A seconda della stipulazione, un one fall match può terminare anche con una sola modalità.
Un wrestler lancia una sfida aperta a qualsiasi membro del roster.
Primo match della card di uno show.
aggettivo utilizzato per quei lottatori che sono molto apprezzati quando sono dei face o molto disprezzati se sono degli heel.
Dimostrare una reazione eccessiva ai colpi subiti.
Buttare l'avversario fuori dal ring facendolo passare sopra la terza corda.

## P
I biglietti distribuiti gratuitamente in modo da aumentare il numero di spettatori presenti a un evento.
località non esistenti, volontariamente artefatte o sconosciute per indicare il luogo di provenienza di un wrestler. In genere si utilizza questa espressione per aggiungere mistero a una gimmick.
il concetto che porta i wrestler giovani o appena entrati nel buisiness a essere puniti o vessati all'inizio della propria carriera, sia fuori sia dentro il ring.
Un atleta o qualsiasi altra persona che sappia esibirsi nel corso dello show.
quando un lottatore o un arbitro agiscono come se avessero subito una mossa anche nel caso in cui questa è stata visibilmente sbagliata.
Sinonimo di schienamento.
Aggettivo che indica wrestler o attori famosi che partecipano agli spettacoli come spettatori e spesso seduti nelle prime file agli eventi. Tutti gli attacchi eventualmente effettuati contro un plant sono frutto della kayfabe ma può tuttavia capitare che nasca un alterco tra un wrestler e una persona del pubblico che non è un plant e ciò avviene quando il wrestler ritiene di aver subito un torto da uno spettatore, come ricevere uno sputo o un'offesa grave.
 o membro del team di commento di uno spettacolo con il compito di descrivere ciò che avviene raccontando ogni singola azione. A questa è solitamente associata una seconda figura, quella del color commentator.
È Un wrestler che lavora da anni nella stessa federazione che è fedele alla dirigenza e che colpisce (shoot) un compagno non collaborativo, spesso per punizione.
Un wrestler che stabilisce legami con la dirigenza per diventarne il riferimento nel backstage e influenzare le decisioni al riguardo delle storyline.
Una reazione molto forte del pubblico e solitamente positiva.
match che non interessa al pubblico e messo nella card per incentivare i tifosi ad alzarsi per andare a comperare il merchandising.
spingere con forza l'avversario contro il paletto all'angolo del ring.
Un pugno legit dato accidentalmente o intenzionalmente. Viene spesso dato quando i wrestler sono vicini ai tifosi a bordo ring o a volte vi si ricorre come punizione.
Un discorso al microfono o un'intervista che ha lo scopo di fare pubblicità a un wrestler e di mandare avanti le faide.
Un organizzatore che promuove eventi di wrestling.
Sinonimo di federazione.
Un match a cui dovrebbero partecipare due o più lottatori, ma che degenera in una sorta di rissa generale. La conseguenza della kayfabe è che a questo punto un altro face e subito dopo un altro heel si dirigono verso il ring rendendo ancora più confusionario il match. In genere questi incontri terminano in un no contest o doppia squalifica. In alternativa invece due lottatori combattono tra loro senza rispettare le regole e vengono fermati dall'ingresso di altri arbitri o wrestler.
stile di wrestling giapponese.
Lasciare che un avversario vinca o complimentarsi con un avversario in un'intervista in modo da renderlo over.
La storia, la trama di un match.
Fare in modo che un wrestler acquisti popolarità con una serie di vittorie e/o un aumento dell'esposizione negli show principali.
Un push ritenuto dai fan non meritato o irritante.

## R
Stile di wrestling diffuso nel sud degli Stati Uniti d'America che enfatizza la kayfabe e i colpi stiff, con meno match squash e con faide generalmente più lunghe. Il termine era utilizzato quasi come sinonimo per le federazioni affiliate al circuito indipendente della National Wrestling Alliance. Gli spettacoli televisivi di Rasslin' vengono in genere girati in arene piccole e con molto meno pubblico rispetto a quelli delle federazioni più grandi. Il termine deriva dalla trascrizione fonetica della parola wrestling pronunciata con uno spiccato accento del sud degli USA.
Una frase utilizzata per descrivere il concetto che il blading genera denaro poiché attira attenzione.
L'arbitro di un incontro viene intenzionalmente colpito in modo da permettere interferenze da terze parti o altre azioni illegali.
il periodo di detenzione di un titolo da parte di un lottatore e intercorre dal giorno della vittoria dello stesso a quello della sconfitta o della volontaria sua resa vacante del titolo stesso oppure dell'eventuale ritiro da parte della federazione.
Avviene quando si ripete per la seconda volta un determinato match con gli stessi due lottatori. La maggior parte delle volte avvengono quando un campione perde il titolo e sfrutta la sua clausola di rematch contro colui che l'ha sconfitto.
Cambiare la gimmick di un wrestler; perché ciò avvenga, il wrestler in questione viene solitamente tenuto lontano dagli spettacoli televisivi per alcuni mesi.
È una presa applicata in maniera leggera.
Sono scherzi giocati dai wrestler. I wrestler passano molto tempo insieme in spazi ristretti e spesso ricorrono ai rib per spezzare la monotonia o, in alcuni casi, per ripagare qualcuno per presunti torti subiti.
È un wrestler che ricorre spesso ai rib.
È il luogo specifico dove in genere si svolge il match.
colui che presenta il match e i contendenti sul ring.
abbigliamento indossato da un wrestler durante un combattimento. Spesso può variare a seconda dell'importanza di uno show o a un cambio di gimmick e anche durante l'entrata in scena di un wrestler e inoltre possono essere aggiunti oggetti di complemento come occhiali da sole, cappelli, mantelli, ecc.
È lo pseudonimo utilizzato da un wrestler. Spesso è oggetto di copyright da parte delle federazioni nelle quali il wrestler lotta ed è frequente per un lottatore cambiare ring name in occasione del passaggio in un'altra federazione e anche nel caso in cui mantenga la stessa gimmick. Molto raramente, invece, i diritti del nome possono essere posseduti da società che hanno poco o nulla a che fare con il wrestling. In altri casi, è il wrestler stesso a essere proprietario del proprio ring name, oppure ne acquista i diritti.
 o Qualcuno che nutre una forte attrazione sessuale verso i wrestler e assiste agli spettacoli nella speranza di flirtare con qualcuno di loro.
La "ruggine" che ha un lottatore fuori allenamento quando torna a lottare dopo un po' di tempo.
 (o producer)tipologia di persona che funge da contatto tra wrestler e dirigenza, assiste i booker, studia i possibili finali dei match e aiuta a realizzare gli spettacoli della federazione. Ad ogni modo, il lavoro principale dei road agent è quello di mantenere il più possibile calma e stabile la situazione tra i wrestler nel backstage.
È la paranoia o la depressione e la rabbia fuori controllo causate dal ricorso agli steroidi.
Termine per indicare gli steroidi.
Simile allo schienamento a culla, è un pinfall che viene effettuato alle spalle dell'avversario.
È l'elenco degli impiegati presso una federazione di wrestling e comprende i lottatori, i booker, gli annunciatori, i manager, le vallette, ecc.
Denominazione messicana per gli heel.
evento che si verifica quando uno o più wrestler non impegnati in un match muovono in direzione del ring per interferire durante il normale svolgimento dell'incontro. I run-in sono tipicamente realizzati dagli heel i quali vanno in aiuto di un altro heel in difficoltà e possono comportare un successivo run-in da parte dei face per cercare di ristabilire la parità numerica. Spesso un run-in può risolversi in una rissa (beat down).
Finale di un match anticipato rispetto ai tempi previsti, a causa di un infortunio patito da un lottatore o perché il match si è prolungato più del previsto.

## S
Il non cooperare con l'avversario comportandosi come un peso morto e rendendo le mosse più difficili se non impossibili da realizzare. Il ricorso al sandbag è solitamente il frutto di una protesta contro l'avversario il quale potrebbe aver avuto troppo risalto in precedenza.
Avviene quando uno o più lottatori entrano nel ring per interrompere uno schienamento eseguito ai danni di un alleato.
Una scala di misurazione della quantità di sangue persa da un lottatori nel corso di un match. Il suo nome deriva da quello di Keiji Muto/The Great Muta, lottatore noto per aver subito alcuni dei più violenti blading della storia. Il valore minimo di tale scala è 0.0 (nessuna perdita di sangue), mentre il massimo è 1.0. Quest'ultimo valore corrisponde alla quantità di sangue persa da Muta durante un match del 1992 contro Hiroshi Hase e quando Muta diede vita a quello che è universalmente riconosciuto come il blading con la più copiosa fuoriuscita di sangue di sempre.
(in inglese: pinfall) è uno dei modi possibili per terminare un match e avviene quando il lottatore si pone sull'avversario facendo in modo che entrambe le spalle di quest'ultimo siano ben appoggiate al tappeto e se riesce a mantenere fermo l'avversario nel tempo necessario all'arbitro per battere tre volte la mano sul tappeto (three-count) lo schienamento ha avuto successo e il match termina. Perché il conteggio sia valido, chi schiena non deve appendersi al costume dell'avversario e quest'ultimo deve avere tutto il corpo all'interno del quadrato. Un modo valido per interrompere lo schienamento (oltre ovviamente all'alzare una delle due spalle da terra), è quello di toccare la corda con una qualunque parte del corpo e se ciò accade l'arbitro dovrà interrompere immediatamente il conteggio.
è uno schienamento effettuato a sorpresa alle spalle dell'avversario.
Un gruppo di lottatori coinvolti in una rissa e designati a chiudere un match o un angle.
 o terminare una faida, un angle o una gimmick senza addurre spiegazioni o a causa dello scarso interesse del pubblico. È sinonimo di abortion.
Un incidente avvenuto durante le Survivor Series 1997 quando l'arbitro Earl Hebner ritenendo che Bret Hart avesse dichiarato di aver ceduto alla presa di sottomissione di Shawn Michaels e Vince McMahon ordinò di suonare la campanella ponendo fine all'incontro. Come conseguenza Hart perse il WWF Championship in favore di Michaels ma differentemente dagli accordi precedentemente presi. L'incidente fu creato da McMahon e altri come punizione per Hart, il quale di lì a poco avrebbe lasciato la World Wrestling Federation per trasferirsi alla rivale World Championship Wrestling.
Parte di uno show dedicata a interviste, promo o altre situazioni diverse dai match.
 (vendere)Reagire agli attacchi subiti in modo da suggerire di aver davvero subito un colpo.
vedi plant
Un evento reale, non determinato dalla kayfabe.
Un lottatore che ha avuto esperienze di lotta (in passato lotta libera o greco romana, oggi più spesso arti marziali miste), o possiede la reputazione di un duro. È un gradino sotto uno hooker.
tipologia di arti marziali miste. Può capitare che un lottatore abbia un passato più o meno importante in questa categoria o che la gimmick che interpreta sia quella dello shooter.
quando la folla riesce chiaramente a vedere che un lottatore subisce un colpo nonostante non sia stato toccato dall'avversario.
sinonimo di trademark move, è una delle prese caratteristiche di un lottatore.
insieme di movimenti, gesti e/o parole che il wrestler esegue ogni volta che può, tanto da diventare un elemento caratterizzante del wrestler stesso.
diminutivo di smart mark, utilizzato per descrivere un fan che sa che il wrestling è predeterminato, ma non conosce tutte le dinamiche che sono dietro la disciplina. Spesso si ritiene di essere un fan smart ma ragiona senza volerlo come un fan mark.
Uno spettatore assolutamente cosciente delle basi sulle quali poggia un incontro di wrestling, che vede come un semplice spettacolo deciso a tavolino dai booker e ritiene che i lottatori siano degli atleti che hanno come solo fine quello di divertire il pubblico. Più che sostenere determinati lottatori, questa categoria di fan valuta gli stessi unicamente in base alla loro bravura nell'eseguire le manovre o nel portare avanti una faida.
(in inglese: submission) consiste in presa applicata al corpo (o parte del corpo) dell'avversario infliggendo dolore fino a ottenere la sua resa. La resa può avvenire a voce, dicendo chiaramente che si ha intenzione di cedere, o con almeno due colpi con la mano o con il piede sul tappeto o sul corpo dell'avversario.
Un individuo (solitamente una celebrità) che partecipa a un match come arbitro speciale e che favorisce un avversario nei confronti dell'altro.
Chi si presta all'arbitraggio di un match, anche se in realtà non è un arbitro, e può essere un lottatore, un wrestler, ma anche una celebrità.
Un termine coniato dalla WWE per differenziare il suo prodotto dal wrestling tradizionale al fine di suscitare maggiore interesse da un'audience più grande. Fa riferimento a un mix di wrestling, sceneggiature (storyline), e altri concetti derivati da altre forme di intrattenimento.
Una mossa prestabilita, grazie alla quale si dovrebbe ricevere una particolare reazione del pubblico o dare una svolta a un match. I lottatori, che sono soliti coreografare i loro match prima dello spettacolo, sono soliti affidarsi a uno spot di apertura e a un take home spot, oltre che a diversi altri spot nel corso del match.
Un match che consiste principalmente di spot, senza seguire necessariamente un filo logico. Può suscitare reazioni positive o negative. Un match spotfest è solitamente molto veloce, con dimostrazioni continue di atletismo e capacità tecniche. Lo stesso termine (se utilizzato in un contesto negativo), può indicare un match estremamente coreografato. Ciononostante gli spotfest contengono molte mosse o manovre pericolose che mettono a rischio sia chi le esegue sia chi le subisce.
quando un wrestler si libera in aria partendo da bordo ring facendo leva sulla terza corda.
Un match con molte potatoes.
(in inglese: disqualification) avviene quando intervengono uno o più wrestler che interferiscono con i lottatori del match oppure quando uno dei contendenti ricorre all'applicazione di mosse od oggetti non consentiti o qualsiasi altro fatto o cosa che venga ritenuto irregolare dall'arbitro. Spesso la squalifica diventa uno strumento cercato dai detentori di un titolo poiché invalidando il match il titolo rimane al possessore.
Un match a senso unico e che termina in pochi minuti senza nessun danno per il vincitore.
Un gruppo di wrestler all'interno della stessa federazione uniti da un elemento comune (come ad esempio l'amicizia, che sia legit o frutto di un angle, un manager o una storyline in comune) e che quindi agiscono come una singola unità. Le stable possono essere piccole entità composte da un minimo di tre fino a un massimo di sei o supergruppi che includono la metà e oltre dei componenti il roster della federazione.
In genere è il ring, ma può essere qualsiasi altro posto dove si svolge lo spettacolo come ad esempio la pedana a cui si accede uscendo dal backstage oppure la parte sottostante al ring.
Quando un lottatore mette più forza nei suoi attacchi, deliberatamente o accidentalmente.
Lasso di tempo nel quale il wrestler fa parte di una determinata federazione o di un determinato roster.
Un wrestler heel che fa il ruolo di spalla a un altro wrestler. Lo stooge esegue il lavoro sporco del suo capo.
È l'insieme dei fatti più importanti della storia ideata dai booker di una federazione di wrestling. La storyline può essere creata ad arte per dar vita a delle particolari rivalità tra wrestler, oppure prendere spunto da fatti reali romanzandoci sopra per motivare le azioni dei lottatori dentro e fuori dal ring. Spesso hanno una risoluzione finale ben precisa quando uno dei lottatori coinvolti sconfigge l'avversario nel corso di un match in pay-per-view o di un evento importante. Non è comunque raro vedere una storyline chiudersi inaspettatamente o comunque prima dei tempi stabiliti, a causa della difficoltà di renderla credibile presso i fan o per il licenziamento del o dei wrestler coinvolti nella stessa.
Un altro nome per la cintura di campione.
applicare prese di sottomissioni con forza piena.
stile di lotta work giapponese che ha come obiettivo quello di restituire performance il più realistiche possibile; vengono enfatizzati gli attacchi stiff e i worked shoot.
quando un wrestler, solitamente face, dà vita a una serie di no-sell all'offensiva dell'avversario, dopo essere stato dominato per diversi minuti, e di solito il match termina con la vittoria del face.
termine utilizzato dalla WWF/E quando fa riferimento ai propri lottatori e lottatrici (quest'ultime, prima del 2016, venivano definite divas).
Un cambio repentino di direzione per una storyline con l'obiettivo di sorprendere il pubblico. Spesso, ma non sempre, porta uno dei wrestler a un turn contro il proprio alleato, magari per unire le forze con quello che fino a poco prima era un loro nemico. Ciò porta alla nascita di una nuova faida tra i due ex amici. Un altro tipo di swerve si ha quando un booker fa tutto quanto in suo potere per convincere il pubblico che una certa cosa accadrà in uno spettacolo, salvo poi far accadere qualcosa di completamente differente. Può anche essere il risultato della diffusione di una notizia falsa da parte di un wrestler alla stampa.

## T
vedi finisher.
nei tag team match, è il tocco che un lottatore esegue sulla mano o qualunque altra parte del corpo del compagno per rendere ufficiale un cambio. Ciò comporta l'uscita del wrestler dal ring e la sua collocazione accanto a uno dei paletti d'angolo del ring. Il tag viene usato anche negli incontri dove i team contendenti sono composti da più di una coppia di lottatori.
coppia di lottatori che combatte in un match contro due avversari.
match combattuto da due lottatori contro altrettanti due.
dichiarare la propria resa quando si subisce una mossa di sottomissione. L'espressione fa riferimento al gesto di battere la propria mano sul pavimento del ring. Prima del 1997 tale metodologia non era applicata nella WWE e la sua introduzione si deve a Bret Hart, il quale batté più volte la mano al tappeto per richiamare l'attenzione dell'arbitro. Prima di allora, i lottatori comunicavano a voce il loro ritiro.
termine che indica l'insieme di persone (wrestler, manager, color e play-by-play commentator, eccetera) che prendono parte attiva agli show di una federazione.
abbreviazione di signature taunt.
il corrispondente messicano dei wrestler face.
i dieci rintocchi di campanella che si effettuano in memoria di un wrestler scomparso e che faceva parte (od ha fatto parte) della federazione.
è una determinata zona geografica facente parte di un insieme di piccole federazioni regionali che nel corso degli anni si sono associate dalla National Wrestling Alliance e con cui condivisero i titoli. Benché sia un'espressione molto spesso riferita al passato ci sono tuttora federazioni territoriali affiliate alla NWA.
piccole federazioni indipendenti che accordano con le grandi compagnie la crescita di wrestler più famosi offrendosi come posto dove questi possono essere formati o provati.
è la musica che accompagna un wrestler durante il suo ingresso verso il ring.
è il conteggio fino a tre che effettua l'arbitro battendo tre volte la mano sul tappeto e serve a convalidare uno schienamento. Dopo il three-count avviene il fall.
il manager di un wrestler lancia l'asciugamano sul ring l'asciugamano in segna di resa del suo assistito, per consentire all'arbitro di terminare l'incontro.
 o Un maxi schermo posto sopra l'ingresso al ring dal quale vengono trasmessi video.
la possibilità di sfidare il detentore di un titolo in un match valido per il medesimo.
 (Title)è il premio assegnato a un lottatore dopo aver vinto il championship e in genere corrisponde a una cintura.
cadere fuori dal ring oltre la terza corda.
sinonimo di signature move, è una mossa caratteristica di un lottatore.
Un lottatore che detiene un titolo di campione tra due regni di lunga durata.
Avviene quando un wrestler modifica il proprio allineamento da face a heel o viceversa.
* : Avviene quando un wrestler esegue un turn in maniera inaspettata e veloce.
* : Un turn graduale, che solitamente si protrae in un lungo periodo di tempo.
paletto sostenitore delle tre corde all'angolo del ring.
Un wrestler in procinto di cambiare allineamento da face a heel o viceversa.

## U
match che si tiene prima dell'evento principale.
 (unificazione)È l'azione che porta alla fusione di due o più titoli in uno solo e il risultato di tale azione è la creazione di un nuovo titolo o il consolidamento di uno nell'altro.
il lottatore considerato sfavorito in un match.

## V
Si utilizza per indicare un titolo senza detentore. Ad esempio, quando un lottatore viene privato di una cintura di campione senza venire sconfitto da nessuno, il titolo viene dichiarato "vacant" oppure un lottatore può rendere vacante il suo titolo offrendolo in cambio della possibilità per vincerne un altro.
Una performer di sesso femminile; corrispettivo del maschile manager.
Quando un lottatore emette un suono per far comprendere di aver subito un colpo duro.

## W
Un incontro in cui entrambi gli sfidanti mettono in palio un proprio titolo, in cui il vincitore otterrà entrambi. Solitamente questo genere di stipulazione viene utilizzato per unificare le due cinture in un nuovo titolo, ritirando di conseguenza le precedenti.
Un evento studiato a tavolino; deriva dal gergo carnevalesco working the crowd.
genericamente riferito a un wrestler senza specificarne la mansione o ruolo. Il termine worker può anche essere utilizzato per differenziare dai wrestler coloro che non hanno ruoli di apparizione davanti alle telecamere e nelle zone visibili al pubblico, ad esempio i tecnici del suono, i normali impiegati, gli elettricisti, ecc.
Un segmento work che si tiene in uno spettacolo dove si suppone che tutto sia shoot. Più in generale, un segmento dove il pubblico crede che sia shoot ma che nei fatti non lo è. Questo perché i booker studiano il tutto a tavolino ma il lottatore può dire o fare ciò che vuole, seppur con determinati limiti.
 (tasso di lavoro)È l'uso del work da parte di un lottatore nello sviluppo di un match. Il workrate è determinato dall'abilità di questi di fare work in un modo intelligente e produttivo, seguendo la ring psychology. Quando è usato dai critici doventa un'analisi delle azioni attraverso il quale si determina il livello del match e dei lottatori.
Un dipendente della federazione. In genere si confonde con il termine wrestler il solo lottatore, ma in realtà la definizione di wrestler comprende non solo i lottatori ma anche gli annunciatori, le vallette, i manager, gli arbitri o qualsiasi altra persona che sia alle dipendenze della federazione stessa.

## X
riferito all'heat suscitata da un wrestler verso il quale i fan non hanno il minimo interesse. Nello specifico, i fan tenderanno a tifare contro il wrestler a prescindere dal suo allineamento.